# Record of Ragnarok
Record of Ragnarok (japanisch 終末のワルキューレ Shūmatsu no Valkyrie) ist eine Manga-Serie der Autoren Shinya Umemura und Takumi Fukui sowie Zeichner Ajichika, die seit 2017 in Japan erscheint. Sie wurde in mehrere Sprachen übersetzt und erhielt zwei Ablegerserien. Ab 2021 erschien ein Web-Anime von Graphinica mit 22 Folgen.

## Inhalt
Alle 1000 Jahre kommt der Rat der Götter zusammen, um über das Schicksal der Menschheit zu entscheiden. Nach 7 Millionen Jahren Menschheitsgeschichte kommen die Götter zu der Entscheidung, dass der Mensch uneinbringlich ist und aussterben muss. Die Walküre Brunhilde schlägt jedoch vor, der Menschheit eine letzte Chance zu geben und ihren Wert zu beweisen. Die Götter wollen die Schlacht von Ragnarok veranstalten. Es ist ein Turnier mit 13 Menschen gegen 13 der mächtigsten Götter. Sie kämpfen, bis der Verlierer stirbt. Die Menschen werden verschont, wenn ihre Mannschaft 7 Siege im Wettbewerb erzielt. Um die Chancen auszugleichen, wird jedem Menschen die Hilfe einer Walküre gewährt, die sich in eine mächtige Waffe namens „Volund“ verwandelt, die auf den Kampfstil ihres Benutzers zugeschnitten ist.

## Veröffentlichung
Der Manga erscheint seit 2017 im Magazin Gekkan Comic Zenon beim Verlag Coamix. Dieser bringt die Kapitel auch gesammelt in bisher 24 Bänden heraus (Stand: März 2025). Seit November 2024 erscheint die Serie auf Deutsch bei Manga Cult in bisher sieben Bänden (Stand Juni 2025). Die Übersetzung stammt von Christine Steinle. Bei Viz Media erscheint seit Herbst 2021 in digitaler und seit Frühjahr 2022 in physischer Form eine englische Fassung. Eine spanische Fassung erscheint bei Editorial Ivréa, eine italienische bei Edizioni Star Comics, eine polnische bei Waneko und eine portugiesische bei NewPop.
Unter dem Titel Ryo Fu Hō Sen Hishōden (終末のワルキューレ異聞 呂布奉先飛将伝) erschien von Oktober 2019 bis November 2022 ein Ableger im Comic Zenon. Dessen Kapitel wurden auch gesammelt in sieben Bänden herausgegeben. Geschrieben und gezeichnet wurde die Serie von Takeo Ono. Die Online-Plattform MangaHot brachte sie auf Englisch als The Legend of Lu Bu heraus.
Seit Oktober 2022 erscheint ebenfalls im Comic Zenon der Ableger Kitan: Jack the Ripper no Jikenbo. Umgesetzt wird die Serie von Keita Iizuka. Die Reihe wurde in bisher 6 Sammelbänden veröffentlicht (Stand: Dezember 2024).

## Anime
Der Anime entstand beim Studio Graphinica unter der Regie von Masao Ōkubo und nach einem Drehbuch von Kazuyuki Fudeyasu. Das Charakterdesign entwarf Masaki Satō und die Tonarbeiten leitete Kazuyuki Fudeyasu. Die künstlerische Leitung lag bei Shinobu Yamaguchi und für die Kameraführung war Yukihiro Masumoto verantwortlich.
Die erste Staffel mit zwölf Folgen zu je 25 Minuten wurde ab dem 17. Juni 2021 bei Netflix unter anderem auf Japanisch, Englisch, Deutsch und Französisch veröffentlicht. Es folgte ab dem 1. Oktober 2021 eine Fernsehausstrahlung in Japan. Die Staffel 2 mit weiteren zehn Folgen, erschien am 26. Januar 2023.

### Synchronisation
Die deutsche Synchronfassung der ersten Staffel entstand bei SDI Media Germany unter der Regie von Michael Egeler. Die Dialogbücher schrieben Michael Egeler und Katharina von Daake. Für die zweite Staffel wurde die Synchronisation bei Iyuno-SDI Group Germany produziert, mit Katharina von Daake und Nicolle Gonsior als Regie und Kaya Malin Kröger, Nicolle Gonsior und Anni C. Salander als Autorinnen.
| Rolle           | japanischer Sprecher (Seiyū) | deutsche Sprecher                                     |
| --------------- | ---------------------------- | ----------------------------------------------------- |
| Brünhild        | Miyuki Sawashiro             | Shandra Schadt                                        |
| Göll            | Tomoyo Kurosawa              | Laura Jenni                                           |
| Heimdall        | Yukihiro Nozuyama            | Benedikt Gutjan                                       |
| Hermes          | Junichi Suwabe               | Arne Hörmann                                          |
| Zeus            | Wataru Takagi                | Ekkehardt Belle (Staffel 1) Gudo Hoegel (Staffel 2)   |
| Aphrodite       | Rie Tanaka                   | Ilena Gwisdalla                                       |
| Adam            | Soma Saito                   | Tobias John von Freyend                               |
| Shiva           | Tatsuhisa Suzuki             | Martin Bonvicini (Staffel 1) Leonard Hohm (Staffel 2) |
| Thor            | Hikaru Midorikawa            | René Oltmanns                                         |
| Munin           | Tomohiro Yamaguchi           | Kai Taschner                                          |
| Buddha          | Yuuichi Nakamura             | Benjamin Stolz                                        |
| Alcides         | Shouhei Komatsu              | Max Schira                                            |
| Heracles        | Katsuyuki Konishi            | Christopher Kussin                                    |
| Jack the Ripper | Tomokazu Sugita              | Christian Weygand                                     |

### Musik
Yasuharu Takanishi komponierte den Soundtrack der Serie. Für den Vorspann verwendete man das Lied Kamigami, gesungen vom Maximum the Hormone, das Abspannlied ist Fukahi (不可避) von SymaG. In der zweiten Staffel ist der Vorspann mit Rude, Loose Dance von Minami unterlegt, der Abspann mit Inori von Masatoshi Ono.